# Província de Mondoñedo
La província de Mondoñedo va ser una de les set províncies en què estava dividida Galícia durant l'edat moderna. Encara que no hi ha una data clara d'inici d'aquesta província, juntament amb la província de Tui són les últimes que van aparèixer en la documentació, pels volts del 1550.
Va desaparèixer el 1833 amb la nova divisió provincial que va crear el nou estat liberal i va dividir Galícia en les quatre províncies actuals. La província de Mondoñedo va ser absorbida per la nova província de Lugo. La seva capital era la ciutat de Mondoñedo.